# Bombardeo de Sevilla (1843)

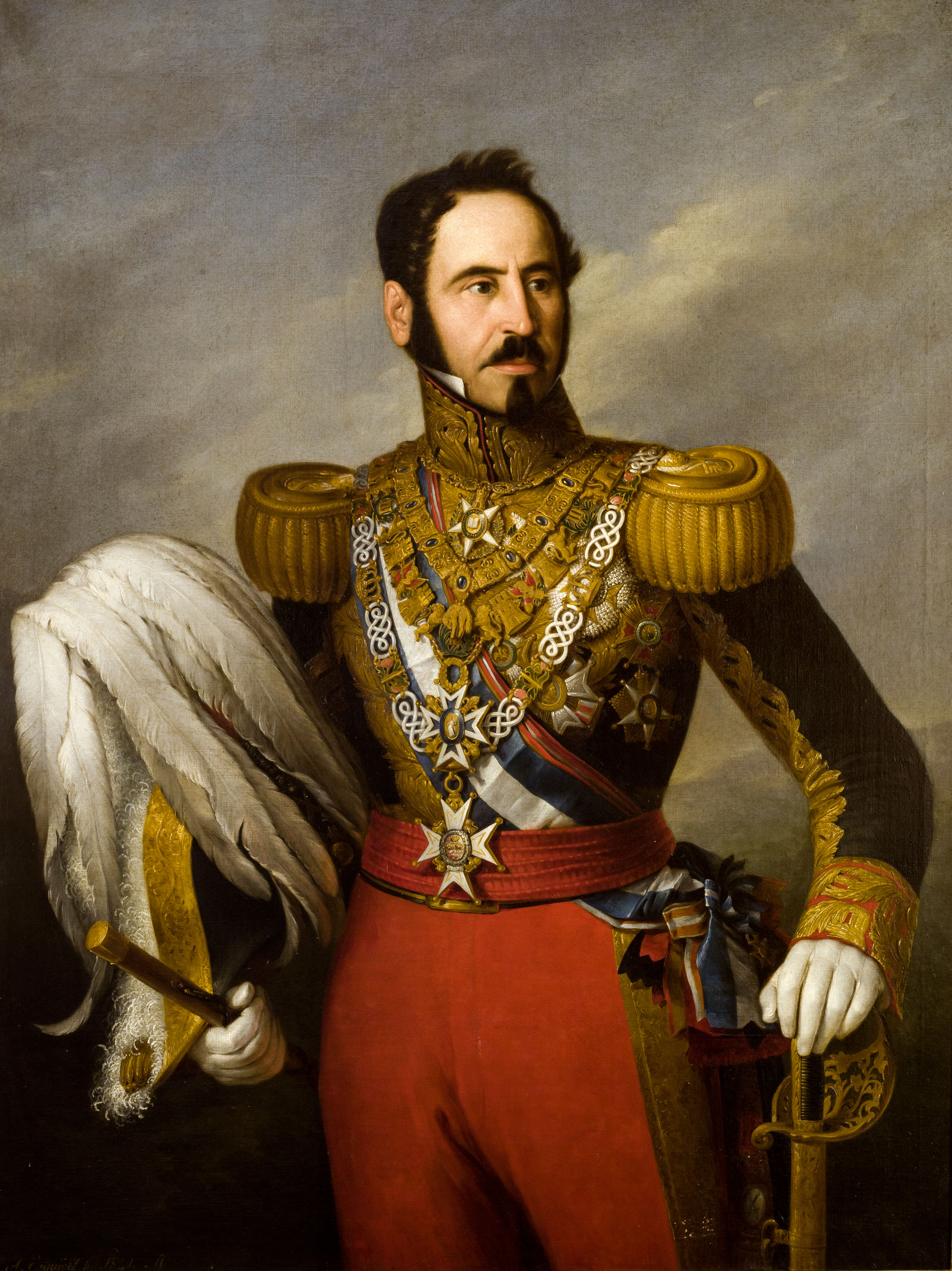
Retrato del militar español Baldomero Espartero que se encuentra en el Consistorio hispalense. El cuadro fue encargado por el alcalde Ignacio Vázquez y Gutiérrez, que simpatizaba con Espartero. Fue adquirido por el Ayuntamiento en 1841.

El bombardeo de Sevilla de 1843 fue un acontecimiento histórico en el que Baldomero Espartero decidió atacar la ciudad con artillería desde el 16 de julio al 23 del mismo mes por rebelarse contra el gobierno durante su Regencia. La resistencia de la ciudad le valió la concesión por parte del Gobierno, en nombre de Isabel II, del título de Invicta.

## Regencia de Espartero
Baldomero Espartero fue un general español que se destacó en su lucha en las guerras carlistas, siendo premiado con diversos títulos. En su carrera política llegó al Consejo de Ministros. En 1833, por la minoría de edad de Isabel II, asumió la regencia María Cristina de Borbón-Dos Sicilias. En 1840 María Cristina fue depuesta, pasando Espartero a ocupar la jefatura del Estado por la minoría de edad de la reina Isabel II, en un periodo conocido como la Regencia de Espartero.
La destitución de Joaquín María López como presidente del Consejo de Ministros provocó la disolución de las Cortes en mayo de 1843 y el modo personalista de gobernar de Espartero convirtió a España en una dictadura de facto que frustro las expectativas que se depositaron en él. Los militares seguidores de Espartero fueron apodados ayacuchos por los opositores. Barcelona fue bombardeada en 1842 para paliar una insurrección debida al tratado de libre comercio firmado con Inglaterra.

## Sevilla se rebela

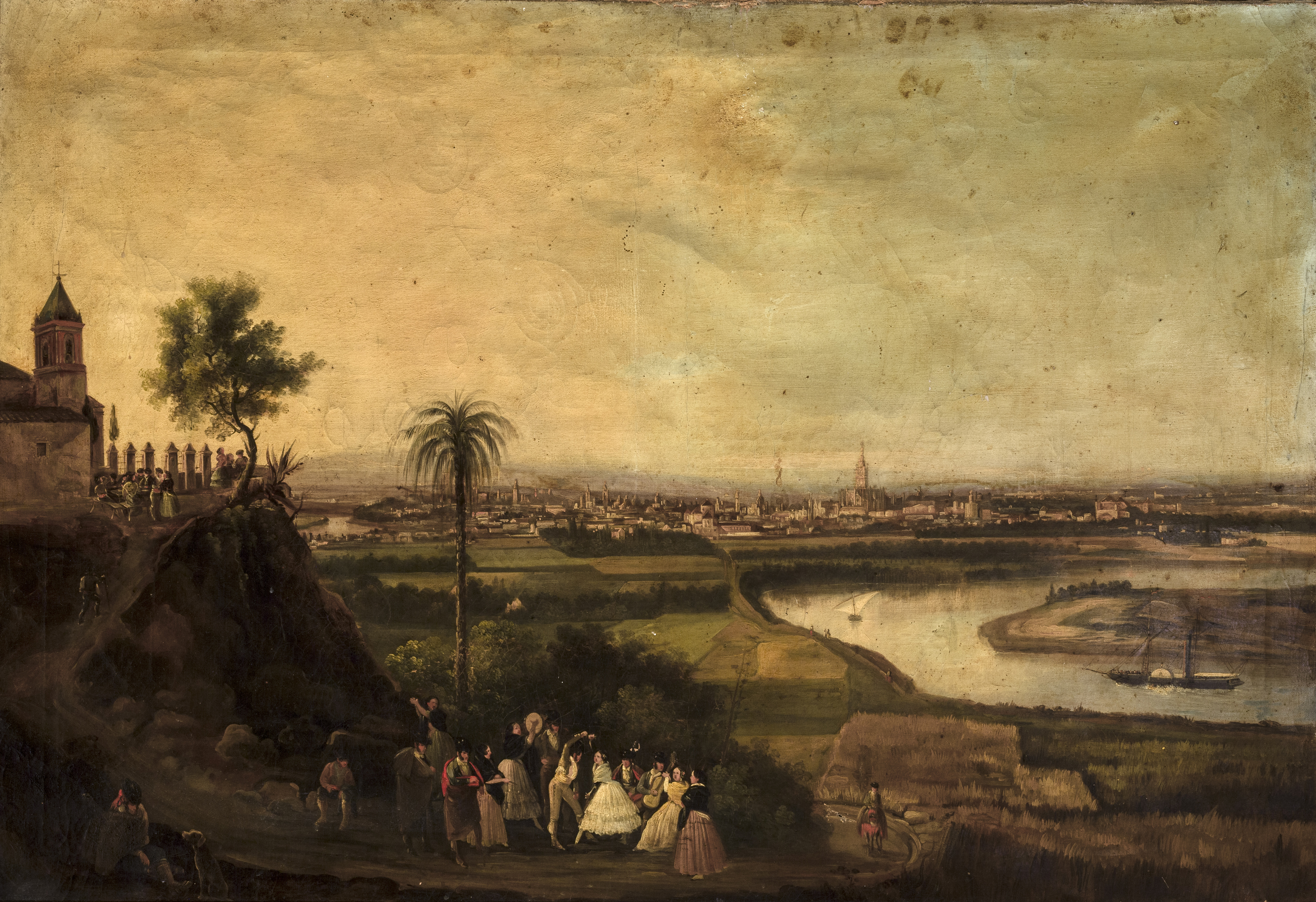
Vista de Sevilla desde el municipio de San Juan de Aznalfarache, en una obra de Manuel Barrón y Carrillo (alrededor de 1850).

El 11 de junio se organizó en Sevilla una protesta de ciudadanos desarmados vitoreando la Constitución, las libertades y a Isabel II. Fueron masacrados por la caballería del Regimiento de la Constitución. Esto hizo que la ciudad se pusiera en contra del régimen de Espartero, como habían hecho otras ciudades como Málaga y Granada. En un primer momento, el Ayuntamiento intentó mantener la calma, evitando un enfrentamiento directo de la población con los militares, pero el 18 de junio el Ayuntamiento se puso en contra del gobierno. Se creó una comisión mixta que incluía a los regidores de la ciudad, jueces y autoridades eclesiásticas y esta manifestó su deseo de expulsar a los cargos del gobierno opresor de la ciudad. Se le comunicó esto al capitán general del Ejército y se creó una Junta Provisional de Gobierno.
Ante la salida de las tropas, el Ayuntamiento se encargó de organizar la defensa de la ciudad acopiando armamento y mejorando las fortificaciones. Se crearon dos batallones francos y una Milicia Nacional, así como un hospital de campaña en San Telmo. Todo para defenderse en caso de ser atacada.

## Bombardeos del ejército

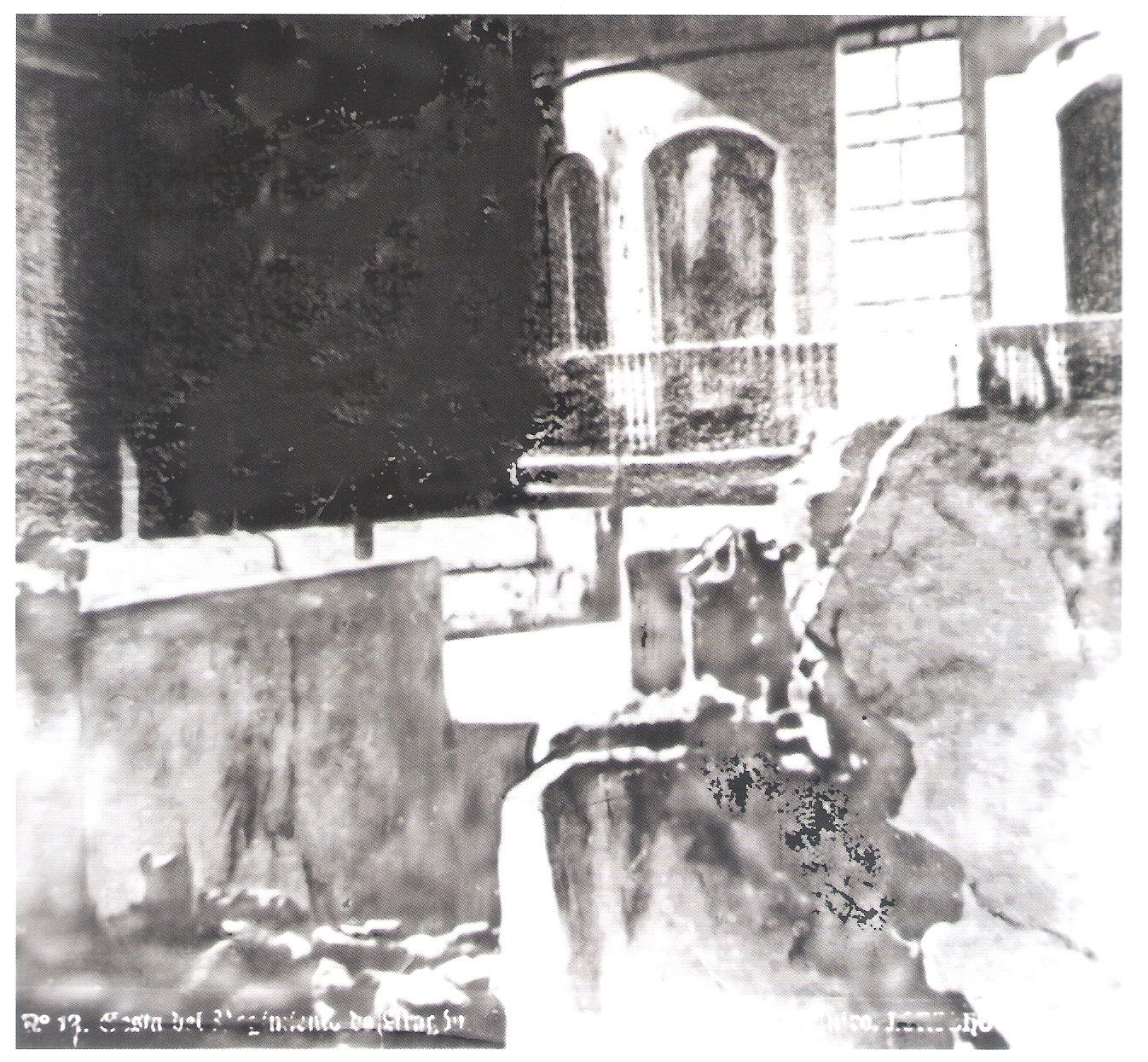
Ruinas de una casa tras el bombardeo de Sevilla de 1843. Lámina del álbum Gesta heroica del Regimiento de Aragón. Calotipo. 14x17 cm

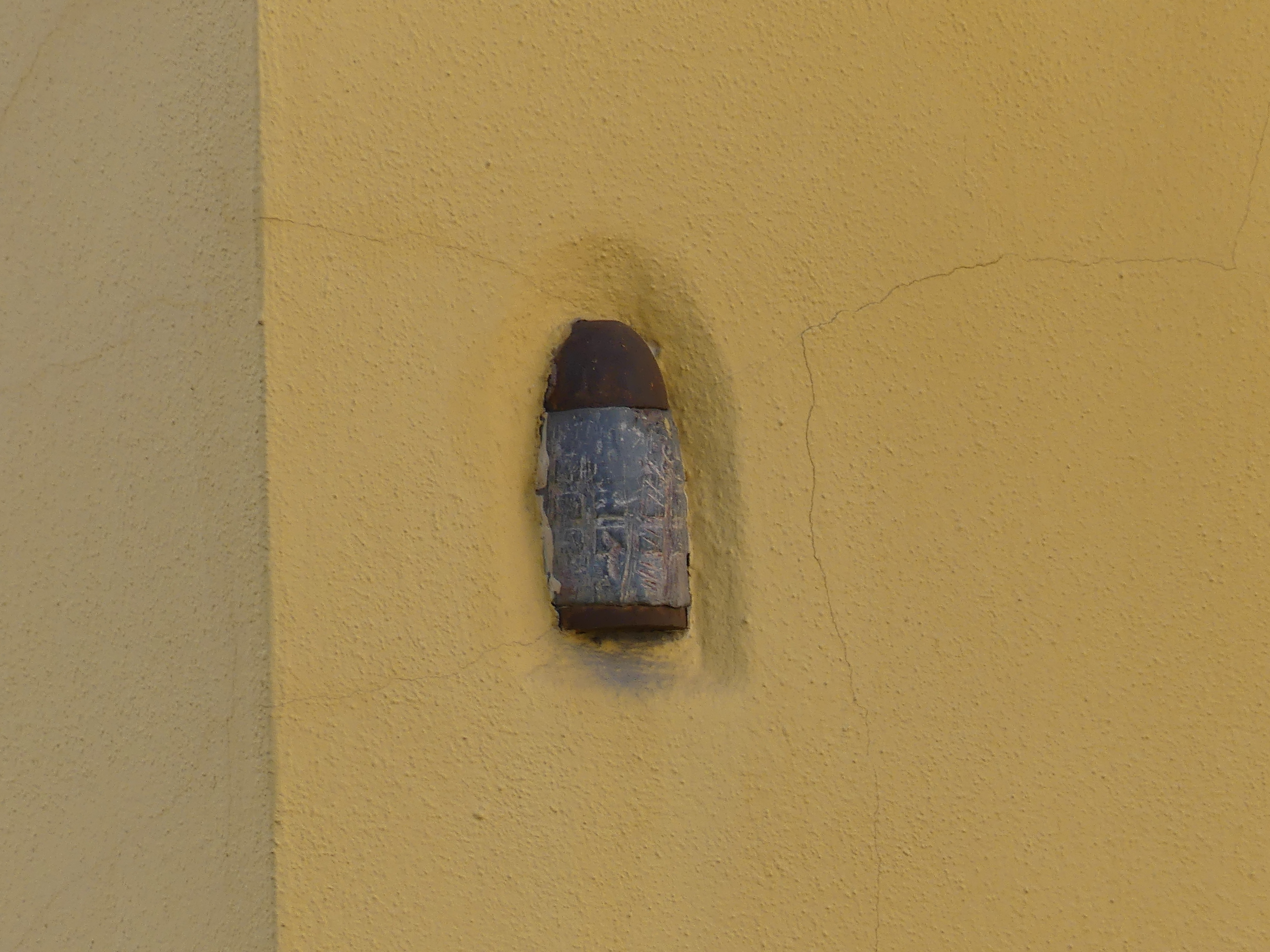
Granada en la esquina entre la calle Mosqueta y la calle Puerta de Carmona, conservada en recuerdo del bombardeo de 1843.

El 5 de julio llegó a Alcalá de Guadaíra el general Antonio Van Halen y Sarti con sus divisiones de caballería. El 18 de julio decidió atacar Sevilla. El brigadier Francisco de Moriones sostuvo el fuego con 200 hombres de infantería y 100 carabineros montados en la Cruz del Campo. José María González se encargó de la defensa de la zona de la Fábrica de Artillería y de los almacenes colindantes. Durante días se lanzaron contra la ciudad bombas y balas rasas y esta, a su vez, respondió con la artillería sevillana. El Batallón 4.º de la Milicia Nacional se enfrentó al enemigo en el exterior.
El 20 y 21 de julio las tropas de Van Halen colocaron su artillería en distintos puntos. Colocaron un cañón en la torre de la iglesia de San Benito y otro en la parte baja. Desde ahí disparaban a la ciudad. Esta artillería también recibía fuego desde la ciudad, por lo que la iglesia sufrió algunos daños. Estos fueron reparados entre 1888 y 1889.

### Llegada de Espartero
El propio Espartero llegó a Sevilla el día 23 de julio con una división compuesta por 17 batallones, 9 escuadras,  6 cañones de a 24 y 16 morteros. Intentó negociar una rendición con la ciudad pero esta se negó. El 24 de julio comenzó el fuego contra la ciudad con la artillería y se mantuvo el ataque desde las 5 de la tarde hasta bien entrada la noche y se llevó a cabo además los siguientes días. El día 27 el Ministerio de la Guerra le envió un comunicado a Espartero previniéndole de que, en caso de que continuaran sus hostilidades contra Sevilla, se le declararía traidor a la patria y se le privaría de sus honores. Posteriormente, se envió una división como refuerzo hacia Andalucía. Al día siguiente, Espartero abandonó precipitadamente el cerco de Sevilla y huyó al Puerto de Santa María, perseguido a corta distancia por el general Manuel Gutiérrez de la Concha e Irigoyen. Llevando consigo la caja del tesoro público y a algunos de sus ministros, Espartero embarcó en un buque hacia el exilio.

## Reconocimiento de la ciudad
El día 28 el Gobierno Provisional de Sevilla dio cuenta al ministro de la Gobernación de las grandes pérdidas ocasionadas en la ciudad, que se encontraba sembrada de escombros y que contaba con muchos edificios destruidos. Durante el asedio cayeron en Sevilla 606 bombas y 900 balas rasas por toda la zona este de la Puerta de la Carne, la Puerta de Carmona, la Puerta Osario y la Calzada, siendo el barrio más dañado el de San Bernardo, habiéndose causado enormes destrozos así como multitud de muertos y heridos. El 2 de agosto de ese mismo año, el Gobierno de la nación, en nombre de la reina Isabel II de España, concedió a la ciudad el título de Invicta.